# I Just Can't Be Happy Today
"I Just Can't Be Happy Today" is een single en nummer van The Damned van hun album Machine Gun Etiquette uit 1979. Het nummer bereikte de 46e plaats in de Britse hitlijst. De B-kant is een cover van het nummer "Ballroom Blitz" van de band Sweet en Lemmy van Motörhead speelt de basgitaar op dit nummer. Gitarist Captain Sensible neemt ook de zang voor zijn rekening in het nummer Turkey Song.

## Tracklisting
1. "I Just Can't Be Happy Today" (Dadomo, Scabies, Sensible, Vanian, Ward) - 2:53
2. "Ballroom Blitz" (Chapman, Chinn) - 3:30
3. "Turkey Song" (Scabies, Sensible, Vanian, Ward) - 1:32